# Аргија
Аргија је у грчкој митологијији било име више личности.

## Митологија
1. Била је кћерка аргивског краља Адраста и његове жене Амфитеје, за коју је проречено да ће се удати за лава. Када су Полиник и Тидеј стигли на Аргос, потукли су се око преноћишта. Тада је Адраст на њиховим штитовима угледао представе лава и вепра и измирио их, препознавши у њима своје будуће зетове. Тако је Аргију удао за Полиника.[1] Она је са њим имала синове Терсандра, Адраста и Тимеја. О њој су писали Аполодор, Хесиод, Хигин и Паусанија.[2]
2. Према Хигину, била је Аргова мајка, кога је имала са Полибом.[2]
3. Према Аполодору и Херодоту, била је кћерка краља Аутесиона, удата за Аристодема, која је са њим имала близанце Еуристена и Прокла.[2]
4. Према Хигину, једна од Океанида, која је била удата за речног бога Инаха и са њим имала Форонеја и ИЈУ.[3]